# Edmund Ironside, 1. Baron Ironside

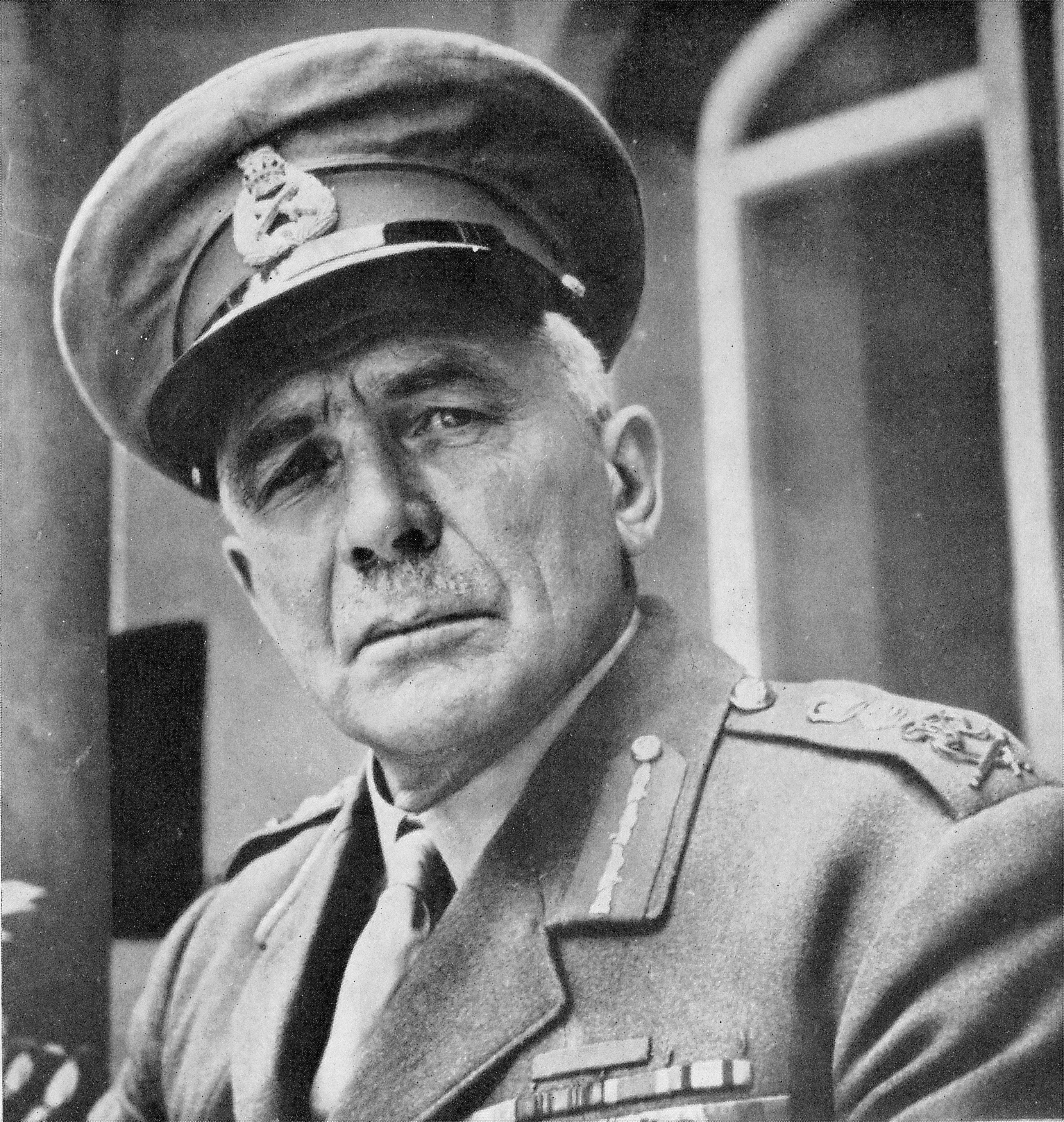
William Edmund Ironside

Field Marshal William Edmund Ironside, 1. Baron Ironside GCB, CMG, CBE, DSO (* 6. Mai 1880 in Edinburgh; † 22. September 1959 in London) war ein britischer Offizier im letzten Rang eines Feldmarschalls und Chef des Imperialen Generalstabes von 1939 bis 1940.

## Leben
Ironside wurde als Sohn eines Militärarztes der Royal Horse Artillery geboren. Nach dem frühen Tod seines Vaters bereiste er mit seiner Mutter den Kontinent, wo er seine ersten Fremdsprachenkenntnisse erwarb. Ironside sollte später sieben Sprachen fließend beherrschen. Nach einer Erziehung an Schulen in St. Andrews und der Privatschule in Tonbridge wurde er 1898 im Alter von 17 Jahren an der Royal Military Academy in Woolwich zugelassen.
1899 trat er in die Royal Artillery ein und wurde im selben Jahr mit der 44. Batterie Royal Field Artillery nach Südafrika verlegt, wo er am Zweiten Burenkrieg teilnahm. Hierbei wurde er dreimal verwundet und 1901 erstmals Mentioned in Despatches. Am Ende des Krieges war er Teil der militärischen Eskorte, die den Burengeneral Jan Christiaan Smuts zu den Friedensverhandlungen begleitete. Später verkleidete er sich als Bure und trat in Deutsch-Südwestafrika in die Dienste der Schutztruppe, wurde aber nach kurzer Zeit als Spion entlarvt.
Danach diente er bei der Royal Horse Artillery in Britisch-Indien und wurde 1908 zum Hauptmann befördert. 1912 kehrte er nach England zurück, um einen zweijährigen Kurs am Staff College Camberley zu absolvieren. Nach dem Ausbruch des Ersten Weltkriegs im August 1914 wurde er als Stabsoffizier nach Boulogne-sur-Mer und Saint-Nazaire versetzt. Er wurde zum Major befördert und im Oktober 1914 dem Stab der 6. Division zugeteilt. 1916 wurde er Chef des Divisionsstabs der neuformierten 4. kanadischen Division. In dieser Funktion nahm er an der Schlacht an der Somme, der Schlacht bei Arras und der Schlacht von Passchendaele teil. Im März 1918 erhielt er als Brevet-Brigadegeneral den Befehl über eine Brigade.
Im September 1918 wurde er dem alliierten Expeditionskorps in Nordrussland zugeteilt und übernahm im November den Oberbefehl über diesen Verband. Im November 1919 gab er den Posten an Henry Rawlinson ab und kehrte nach England zurück, wo er mit dem Bathorden und der Beförderung zum Generalmajor ausgezeichnet wurde. Anfang 1920 kommandierte er eine Militärmission, die den Abzug rumänischer Truppen nach dem Ungarisch-Rumänischen Krieg überwachte. Im Sommer dieses Jahres wurde er den Okkupationstruppen in İzmit, Türkei zugeteilt. Im August 1920 wurde er nach Persien versetzt, wo er unter anderem Reza Khan zum Befehlshaber der Kosakenbrigade ernannte. Bei seiner Abreise aus Persien Anfang 1921 verlieh ihm Ahmad Schah Kadschar den Sonnen- und Löwenorden. Auf der Konferenz von Kairo im März 1921 überzeugte ihn Winston Churchill, den Befehl über die britischen Streitkräfte im Mandatsgebiet Mesopotamien anzunehmen, allerdings wurde er bei einem Flugzeugabsturz verletzt und konnte den Posten nicht antreten.
Nach seiner Genesung wurde Ironside im Mai 1922 für vier Jahre Kommandant des Staff College Camberley. In dieser Zeit veröffentlichte er zahlreiche Artikel und ein Buch über die Schlacht bei Tannenberg. Zugleich tat er sich als Fürsprecher der Militärtheoretiker J.F.C. Fuller und Basil Liddell Hart hervor, deren Ansichten über eine beschleunigte Modernisierung der Armee und die zukünftige Bedeutung gepanzerter Kräfte und der Luftwaffe er übernahm. 1926 wurde er für zwei Jahre Kommandeur der 2. Division, danach diente er für drei Jahre als Distriktbefehlshaber im indischen Merath. Im März 1931 erhielt er die Beförderung zum Generalleutnant. Zurück in England war er zeitweise Konstabler des Tower von London, bevor er 1933 als Generalquartiermeister erneut nach Indien versetzt wurde.

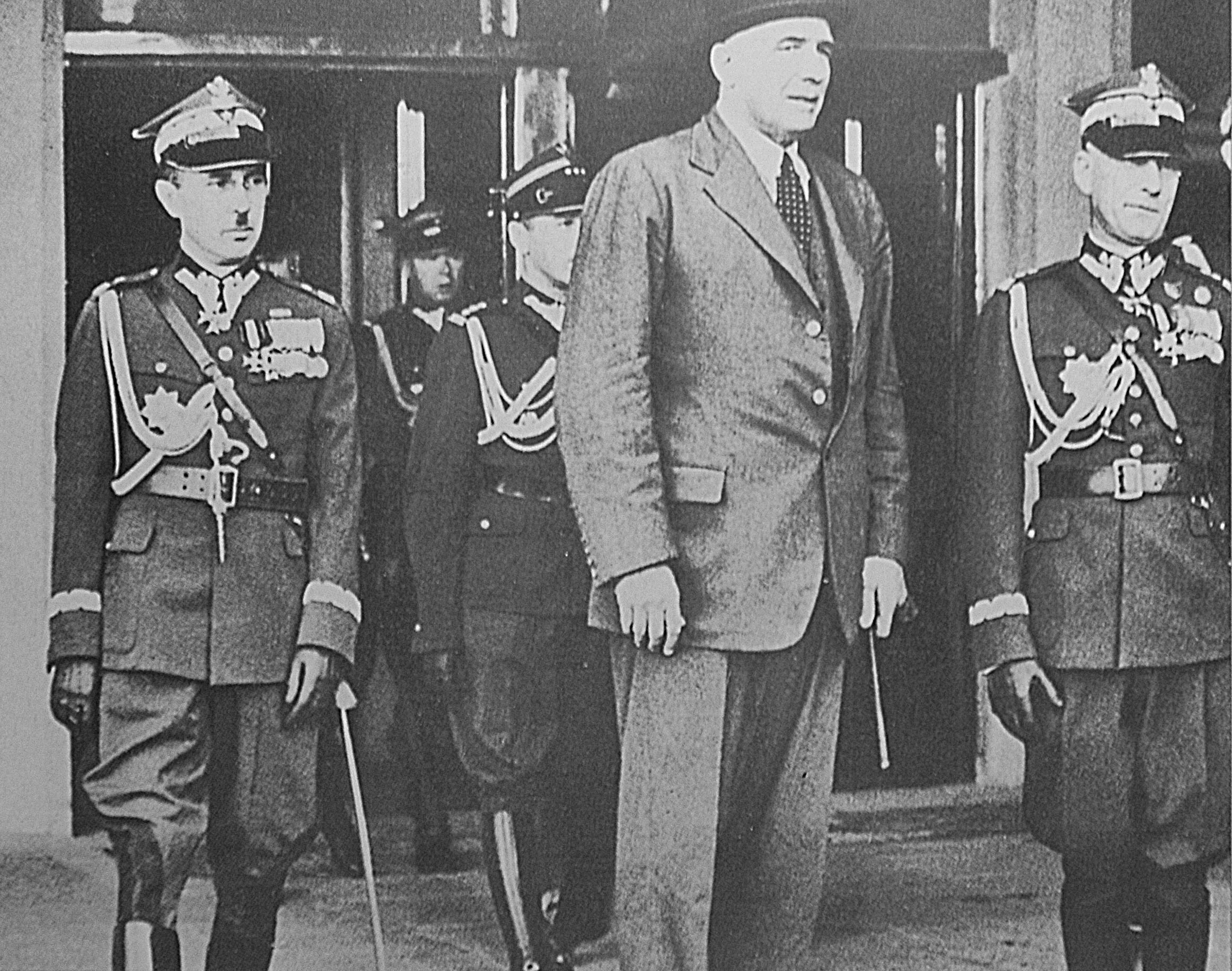
Ironside mit polnischen Offizieren 1939

1936 wurde er als General zum Befehlshaber des Eastern Command ernannt. 1937 wurde er bei der Nachfolge des scheidenden Chefs des Imperialen Generalstabes Cyril Deverell noch zugunsten von John Vereker, 6. Viscount Gort übergangen. 1938 wurde er Gouverneur von Gibraltar, womit seine militärische Karriere beendet schien. Trotzdem sah ihn der damalige Kriegsminister Leslie Hore-Belisha als Generalinspekteur der Auslandsstreitkräfte und möglichen Kandidaten für die Führung der britischen Streitkräfte in Übersee, sollte es zu einem Krieg kommen. Nach seiner Ernennung zum Generalinspekteur der Auslandsstreitkräfte 1939 bereiste er im Juli Polen, wo er die polnische Haltung zu einem möglichen Krieg mit Deutschland sondierte.
Am 3. September 1939, dem Tag der britischen Kriegserklärung im beginnenden Zweiten Weltkrieg, wurde er nach der Ernennung Gorts zum Oberbefehlshaber der British Expeditionary Force (BEF) – der Posten, den Ironside eigentlich für sich erwartet hatte – auf Betreiben Churchills zu dessen Nachfolger als Chef des Imperialen Generalstabes (CIGS) ernannt. In dieser Position setzte er die Vergrößerung der an der französisch-belgischen Grenze eingesetzten BEF durch Verbände der Territorial Army durch. Er trat zudem für eine kleinere Landung britischer Truppen in Norwegen ein, um die Deutschen damit von ihrer über Narvik verlaufenden Haupteisenerzzufuhr abzuschneiden und Finnland in dessen Winterkrieg mit der Sowjetunion zu unterstützen. Da Norwegen aber neutral blieb und Finnland Anfang 1940 stark unter Druck geriet und im März den Frieden von Moskau schließen musste, zerschlugen sich diese Pläne. Anfang April landeten die Deutschen kurz nach der britischen Verminung der norwegischen Gewässer im Unternehmen Weserübung starke Truppen in Norwegen. Britische und alliierte Kräfte landeten ihrerseits an mehreren Punkten der Westküste, um die Norweger zu unterstützen. Die deutsche Bodenüberlegenheit und die Lageentwicklung im Westen nach dem Beginn des deutschen Westfeldzugs führten letztlich zum Abzug der Truppen.
Ironside selbst war am 20. Mai nach Frankreich geflogen, um sich mit dem Befehlshaber der nördlichen französischen Heeresgruppe, General Gaston Billotte, über die Lage zu besprechen. Rückblickend auf die Begegnung bezeichnete er Billotte später als „besiegten Mann“. Sein Vorschlag eines alliierten gepanzerten Gegenschlags bei Arras führte nicht zu dem erhofften Erfolg und hatte den Rückzug auf Dünkirchen zur Folge. Am 27. Mai wurde Ironside zum Oberbefehlshaber der Heimatverteidigung ernannt, seinen Posten als Chef des Imperialen Generalstabes übernahm sein bisheriger Stellvertreter John Dill. Aufgrund der enormen materiellen Verluste der britischen Armee bei der Evakuierung aus Dünkirchen entwickelte er einen Plan zur Verteidigung in der Tiefe und ließ dazu Panzergräben anlegen und zudem an der invasionsgefährdeten Südküste den Bau von Pillboxen beginnen. Meinungsverschiedenheiten mit Churchill führten bereits im Juli zu seiner Ablösung durch General Alan Brooke.
Im August 1940 wurde er zum Feldmarschall ernannt und Anfang 1941 als Baron Ironside of Archangel and of Ironside in the County of Aberdeen in den erblichen Adelsstand der Peerage of the United Kingdom erhoben. Er zog sich auf seine Landgüter in Norfolk zurück, hielt Vorträge und widmete sich dem Verfassen von Büchern. Nur wenige Wortmeldungen im House of Lords sind überliefert. Nach einem Sturz in seinem Haus wurde er in das Queen Alexandra Military Hospital in London eingeliefert, wo er am 22. September 1959 79-jährig verstarb. Sein Sarg wurde mit vollen militärischen Ehren zur Westminster Abbey eskortiert, die Beisetzung fand in der Nähe seines Hauses in Norfolk statt. Sein Sohn Edmund folgte ihm in der Peerswürde nach.
Ironside führte zeit seines Lebens ein umfangreiches Tagebuch mit täglichen Eintragungen. Teile davon wurden später in einem Band veröffentlicht, der den Zeitraum 1937–1940 behandelt. Ein weiterer Band, der in narrativer Form auf seinen Aufzeichnungen basiert und den Zeitraum 1920–1922 behandelt, wurde von ihm kurz vor seinem Tod zusammengestellt und ebenfalls postum veröffentlicht.

## Werke
- The Ironside diaries, 1937–1940. Edited by Colonel Roderick Macleod and Denis Kelly. London, Constable 1962.
- High Road to Command. The Diaries of Major-General Sir Edmund Ironside, 1920–1922. Edited by Lord Ironside. Leo Cooper, London 1972, ISBN 0-85052-077-0.